# Sutatta Udomsilp
Sutatta Udomsilp (สุทัตตา อุดมศิลป์), nota anche con lo pseudonimo di PunPun (ปันปัน) (5 giugno 1997), è un'attrice thailandese.

## Filmografia

### Cinema
- Ladda Land, regia di Sophon Sakdaphisit (2011)
- Rak 7 pi di 7 hon, regia di Jira Maligool, Adisorn Trisirikasem e Paween Purikitpanya (2012)
- Ruedoo ron nan chan tai, regia di Saranyoo Jiralak (2013)
- May nai fai rang frer, regia di Chayanop Boonprakob (2015)

### Televisione
- Love Rhythm, serie TV (2008)
- Thang charng puark, serie TV (2008)
- Muad ohpas, serie TV (2011)
- 4 roon 4 woon, serie TV (2012)
- Hormones - Wai wawun - serie TV, 27 episodi (2013-2015)
- Phuean hian.. rongrian lon - serie TV, 1 episodio (2014)
- Pee roon pram rak - serie TV, 12 episodi (2016)
- U-Prince Series - serie TV, 4 episodi (2016)
- I Hate You I Love You - webserie, 5 episodi (2016)
- Secret Seven - Thoe khon ngao kap khao thang chet - serie TV, 12 episodi (2017)
- Wolf - Game la ter - serie TV (2019)
- Hoh Family - serie TV (2019)
- Bangkok Love Stories - Plead - serie TV, 13 episodi (2019)
- One Night Steal - serie TV, 12 episodi (2019)
- Raan Dok Ngiw - serie TV, 0 episodi (2021)
- Devil Sister - serie TV, 0 episodi (2021)